# Утку Ювакуран
Утку Ювакуран (тур. Utku Yuvakuran, нар. 2 листопада 1997, Стамбул) — турецький футболіст, воротар клубу «Бешикташ».
Чемпіон Туреччини. Володар Кубка Туреччини.

## Клубна кар'єра
Народився 2 листопада 1997 року в місті Стамбул. Вихованець футбольної школи клубу «Бейлербеї». Дорослу футбольну кар'єру розпочав 2012 року в основній команді того ж клубу, в якій провів п'ять сезонів, взявши участь у 55 матчах чемпіонату. 
Своєю грою за цю команду привернув увагу представників тренерського штабу клубу «Бешикташ», до складу якого приєднався 2017 року. Відіграв за стамбульську команду наступні чотири сезони своєї ігрової кар'єри.
Протягом 2021—2022 років захищав кольори клубу «Фатіх Карагюмрюк».
До складу клубу «Бешикташ» повернувся 2022 року. 

## Виступи за збірні
У 2015 році дебютував у складі юнацької збірної Туреччини (U-19), загалом на юнацькому рівні взяв участь у 1 іграх.
Протягом 2016–2018 років залучався до складу молодіжної збірної Туреччини. На молодіжному рівні зіграв в одному офіційному матчі.

## Титули і досягнення
- Чемпіон Туреччини (1):

«Бешикташ»: 2020-2021
- Володар Кубка Туреччини (1):

«Бешикташ»: 2020-2021